# 1999年度四台聯頒音樂大獎得獎名單
1999年度四台聯頒音樂大獎為首次兩人奪得大碟獎，及首次將卓越表現大獎分為金、銀、銅獎。

## 卓越表現大獎
- 頒發場合：新城勁爆歌曲頒獎禮
- 金獎：謝霆鋒
- 銀獎：張栢芝
- 銅獎：莫文蔚

- 頒發場合：十大勁歌金曲頒獎典禮
- 銅獎：張惠妹[1]

## 歌曲大獎
- 頒發場合：叱吒樂壇流行榜頒獎典禮
- 歌曲：幸福摩天輪
- 歌手：陳奕迅
- 作曲：Eric Kwok
- 作詞：林夕

## 大碟大獎
- 頒發場合：十大勁歌金曲頒獎典禮
- 大碟：Leon Now
- 歌手：黎明
- 監製：雷頌德

&
- 大碟：Believe
- 歌手：謝霆鋒
- 監製：伍樂城、謝霆鋒

## 傳媒大獎
- 頒發場合：十大中文金曲頒獎音樂會
- 歌手：劉德華
- 作曲家：Eric Kwok
- 填詞家：林夕